# 内田晋三
内田 晋三（うちだ しんぞう、1961年〔昭和36年〕 - ）は、フジテレビ系で放送された日本の刑事ドラマ『踊る大捜査線』（1997年）の登場人物、および、2007年1月27日にフジテレビ系「土曜プレミアム』」枠（21:00 - 22:54）で放送された『トリビアの泉復活SP 踊る大へぇへぇ祭り!!』の企画内で放送された同ドラマのスピンオフ作品・『警護官 内田晋三』の主人公。演じた俳優は高橋克実。

## プロフィール
- 警視庁警備部警護課警護第二係班長・警部（2004年12月24日時点）
- 新潟県出身。（演じる高橋克実も新潟生まれである）

## 人物
テレビドラマ『歳末特別警戒スペシャル』で初登場。当時は室井慎次の部下であり、同僚の中野と共に来日したオーストリア大統領夫人の警護に当たり、その後、杉並北署へ辞令を放置されていた青島俊作を迎えに行った。この時の所属は警察庁警備局警備第一課（地方公務員試験を受けて任官している（後述）事から、警視庁からの出向と思われる）。やや強面である。
2004年12月24日の時点では、警視庁警備部警護課(SP)警護第二係班長で、階級は警部と劇中OPで明らかにされているのだが、『トリビアの泉』（後述）司会で、「踊る」シリーズでは灰島秀樹役を務めた八嶋智人の補足解説によると、内田は警視庁警備部警備第一課課長であると紹介されており、劇中でも終盤、部下が内田に対し“課長”と呼びかけているシーンがある事から、設定に若干の混乱が生じているようだ。『歳末特別警戒スペシャル』からの7年間で髪型が随分変わった。3人兄弟の末っ子であり、実家は新潟県で農家を営んでいる。大学卒業時に家業を継いで欲しいという父親の希望に反して地方公務員試験を受けて警視庁警察官となり、31歳のときに暴漢に襲われたマラソン選手を身を挺して守った功績が認められ、この時に警視総監賞を受けたことから、上層部に目を掛けられ現在の職場に引き抜かれた。趣味は酒で、部下を連れてキャバクラに行くこともあるが、左手の薬指に指輪をしていることから既婚者と思われる。
下の名前の由来は「今風の名前」ということで、当時の内閣総理大臣・安倍晋三から。もともと、『歳末特別警戒スペシャル』の時点では下の名前「晋三」の設定は無く、君塚良一が『トリビアの泉』内で放送された『警護官 内田晋三』の制作会議において「下の名前を付けていないということは、自分としては、それほど重要ではない、1回だけの出演のつもりの役だったということだと思う。」の発言の通り単なる端役に過ぎなかった。プロデューサーの亀山千広は、高橋が「踊るシリーズ」に出演していたのを覚えておらず、映画『容疑者 室井慎次』の構想の初期段階では『トリビアの泉』の司会者コンビ（八嶋智人と高橋克実）を室井の敵役として登場させようとしたが、高橋が『歳末特別警戒スペシャル』に出演していたことに気付いていたためこの構想を断念したと、公式サイト内の動画メッセージで語っているほどである。